# 名探偵が多すぎる
『名探偵が多すぎる』（めいたんていがおおすぎる）は、西村京太郎の長編推理小説（三人称小説）。1972年（昭和47年）5月に講談社から書き下ろしで出版された。
推理小説史に残る有名な名探偵が登場する、パロディミステリ『名探偵なんか怖くない』の続編（「名探偵シリーズ」4部作の第2作）。以下の4人の探偵が登場する（登場順に記載）。
1. アガサ・クリスティのエルキュール・ポワロ
2. エラリー・クイーンのエラリー・クイーン
3. ジョルジュ・シムノンのジュール・メグレ（退職後）[3]
4. 江戸川乱歩の明智小五郎

本作では、彼らにモーリス・ルブランのアルセーヌ・ルパンが挑戦状を叩きつける。彼の協力者として、怪人二十面相が登場。

## あらすじ
明智小五郎の誘いで、「第2の3億円事件」（前作『名探偵なんか怖くない』）に関わったジュール・メグレ夫妻、エルキュール・ポワロ、エラリー・クイーン、そして警視庁の吉牟田刑事は、瀬戸内海を航行する観光船「あいぼり丸」に乗り込んでいた。神戸港発、別府港行きの定期便である。船旅を楽しむ一同だが、「エコー・ド・フランス新聞」の東京特派員アレン・セルパン（Aren Selupin）が現れ、「4人が何か企んでいるのでは?」、「そうでないとしても、事件が起きるのでは?」と質問してきた。
クイーンの財布が掏り取られたのを皮切りに、アルセーヌ・ルパンが挑戦状を送ってくる。折りしも「あいぼり丸」には宝石商の島崎が乗っており、彼は総額1億円相当の宝石類を持っていた。彼の宝石を狙い、予告状を送りつけるルパン。島崎は船長を通じ、4人の名探偵に解決を依頼。4人はこれを引き受ける。しかし、島崎は特等室の中で血まみれの死体となって発見され、室内には「この謎が解けるか?」と、ルパンの声明文が残っていた。密室殺人、しかも部屋の前では吉牟田刑事が頑張っていたにもかかわらず、である。それよりも、「血を流さない」のが信条のはずのルパンが殺人を犯すとは…?
事件は収束したものの、新たに船長室にある横山大観の名画「富士山」を巡り、ルパンとの再試合が開始される。だが、これに絡み、またしても殺人が。ルパンは対決を一時休戦し、4人の名探偵とは別に犯人を探索する。果たして犯人は?
最後に、ルパンと怪人二十面相の作り上げた「完全な密室」に4人と吉牟田刑事は閉じ込められてしまう。トリックのない密室からの脱出は不可能で、助かりたければルパンに降伏するしかない。4人の名探偵の決断は?

## 登場人物
本作は観光船「あいぼり丸」（3000トン）が瀬戸内海を航行する最中の事件（クローズド・サークル）であり、以下は旅客もしくは乗組員である。ほぼ登場順に記載するが、都合によりジュール・メグレのみ繰上げている。
各名探偵の詳細については、リンク先の記述を参照。
ジュール・メグレ
フランスを代表する名探偵。パリ警視庁を定年退職した。本作で言及される階級は警部。
コーヒーやワインも飲むが、世間の先入観があるので、外ではビールしか頼まない。
「白鳥の首のエディス」("Édith au cou de cygne")事件を引き合いに出し、「ルパンは殺人はしない」と断言した。
メグレ夫人
のんびりと旅を楽しむつもりで、編み物をしている。別府温泉を楽しみにしている。
本作で最初に登場するキャラクターであり、最後に登場するキャラクターでもある。被害者の腕時計の遅れを見つけるなど、4人の名探偵以上の眼光を持っている。またポワロの内心を見抜いてからかうなど、ユーモアのセンスもある。
吉牟田刑事がジュヌビエーブを監禁して船長室に篭城した際、「殺人犯がルパンではない、と説明すれば人質を放すはず」と4人の名探偵に謎解きを迫ったが、「廊下で披露するのか?」と名探偵たちは内心では渋っていた。彼女はそれを見抜き、「暖炉とかサロンとかソファがなくては、あなた方は推理できないのですか?」と迫った。
第3作『名探偵も楽じゃない』以外の3作品で夫と共に来日しているが、前作『名探偵なんか怖くない』では別行動をしている（事件のために来日したので）。本作と第4作『名探偵に乾杯』では事件が予想されていなかったため、夫と行動を共にしている。
エルキュール・ポワロ
イギリスを代表する名探偵。本作まで「ポワロ」、次回作から「ポアロ」と表記。前作に続き、クイーンやアメリカ人に不快感を持っている（口笛を吹く点が、特に）。
マッチ棒を使って魚や城を作るクセを持っている。
アレン・セルパン（Aren Selupin）
「エコー・ド・フランス新聞」の東京特派員、と自己紹介して登場した。「4人の名探偵の集合には、何かウラがあるのでは?」と、メグレ以外の3人にインタビューして回る（「事件や犯罪が名探偵を追いかける」という主張を披露）。
明智にインタビューした際は、「あの事件はルパンのニセモノか、架空の事件、という意見がフランスでは多い」と説明したが、「ルパンがシャーロック・ホームズを手玉に取った事件を、イギリス人は、どう思っているかな?」と返された（クイーンも「ニセモノという噂がある」と述べている）。
最初にルパンの名を出したのは彼である。また、その時に二十面相の名前も出した。
エラリー・クイーン
アメリカを代表する名探偵。鼻眼鏡を使用している。
登場早々、財布を摺られ、ルパンにからかわれている。
明智 小五郎
日本を代表する名探偵。『化人幻戯』（1954年）を最後に、事件から遠ざかっていた。「第2の3億円事件」（前作）で、久しぶりに人前に姿を現す。
アレンの「エコー・ド・フランス新聞」に対し、「ルパンの機関紙」と指摘した（クイーン、ポワロ、メグレ夫人は気がつかなかった）。この時、ルパンからの挑戦状を渡されている。
吉牟田 晋吉
前作から引き続き登場。50歳ぐらいのベテラン刑事で、明智と知り合ったのは『化人幻戯』事件。
前作では渋谷署の刑事だったが、本作では警視庁捜査一課に移っている。次回作では警部補、第4作では警部に昇進している（ただし、第4作では言及されるに留まり、実際には登場しない）。
今回は明智に誘われて乗船したが、貧乏性のため、心から休暇を楽しめないでいる。真面目な人物だが、それが災いしてジュヌビエーブを傷つけてしまい、ルパンの逆鱗に触れ、4人の名探偵ともども絶体絶命のピンチ（完全な密室）に陥る。
セルニーヌ公爵夫人（ジュヌビエーブ）
30歳ぐらいの金髪美女。フランスの名門貴族、と旅客名簿には記載されている。
『813』（1910年発表）に登場する女性と同じ名前である（クイーンに指摘された）。クイーンに対して「2人1役が得意でしたね?」と皮肉を述べたが、「あなたがルパンの弱点ですよ」と忠告された。
本人いわく「女友達の一人」だが、ルパンからのメッセージを名探偵たちに渡した。妊娠3ヶ月だった。
新井精一
「あいぼり丸」の事務長。流暢な英語を喋れる。
船長
小柄な体格をしている。30年ほど前に、海軍兵学校で英語を学んでいる。
島崎
大柄な中年の宝石商。特等2A室の旅客。
総額1億円相当の宝石類を所持し、ルパンから予告状を受け取る。密室で死体となって発見され、宝石類は見つからなかった。
若い男性
2等船室の客で、22歳ぐらいの東京のサラリーマン。水泳が得意、と大声でいってしまったため、トリックのために突き落とされる（見舞いの花と、1万円を対価として秘かに渡された）。
アルセーヌ・ルパン(Arsène Lupin)
フランスを代表する怪盗。4人の名探偵に挑戦する。
変装して4人の名探偵に個別に近づいた。3人には挑戦の前に接近したが、メグレには殺人の後で接触している（メグレには親近感を持っている）。
シャーロック・ホームズと戦ったことは認めているが、明智に負けたことは認めていない（仮面を被って日本に現れたことすら否定している）。
父がアメリカで無実の罪で投獄され、獄死しているため、アメリカ人には好意を持っていない。クイーンは刑事の息子なのでなおさらであり、そのために財布を摺った。
ポワロはイギリス人なので、ホームズ以来の対抗心がある。
オオミヤ
誘拐された事務長（新井精一）を発見した乗組員。
怪人二十面相
日本を代表する怪盗で、明智小五郎のライバル。ルパンに今回の旅の件を教えた。
表立って活動するシーンは少なく、主に密室の設営に勤しんでいた。ルパンと違い、メグレ夫人に余り敬意を払っていない。

## 章題
各見出しは、原典等をもじったものになっている。
| 番号 | 章題                   | 原典                                | 探偵                 | 作家                 |
| ---- | ---------------------- | ----------------------------------- | -------------------- | -------------------- |
| 1    | ポケットに探偵を       | ポケットにライ麦を                  | ミス・マープル       | アガサ・クリスティ   |
| 2    | 挑戦準備完了           | 殺人準備完了                        | バトル警視           | アガサ・クリスティ   |
| 3    | 災厄の船               | 災厄の町                            | エラリー・クイーン   | エラリー・クイーン   |
| 4    | 何故メグレに頼んだか   | なぜ、エヴァンズに頼まなかったのか? | ボビイ               | アガサ・クリスティ   |
| 5    | 特等2A室の秘密         | ローマ帽子の秘密 （国名シリーズ）   | エラリー・クイーン   | エラリー・クイーン   |
| 6    | 事務長殺人             | アクロイド殺し                      | エルキュール・ポアロ | アガサ・クリスティ   |
| 7    | そして誰かがミスをした | そして誰もいなくなった              | -                    | アガサ・クリスティ   |
| 8    | ルパン罠を張る         | メグレ罠を張る                      | ジュール・メグレ     | ジョルジュ・シムノン |
| 9    | Lの悲劇                | Xの悲劇 Yの悲劇 Zの悲劇             | ドルリー・レーン     | バーナビー・ロス     |